# Ширмер, Герберт
Герберт Ширмер (нем. Herbert Schirmer; род. 8 июля 1945, Штадтленгсфельд) — бывший немецкий политик. Министр культуры ГДР в правительстве Лотара де Мезьера.

## Биография
Ширмер выучился на машиниста и истопника, затем получил профессиональное образование в области книжной торговли. В 1974—1975 годах работал продавцом книг в Дрездене, затем до 1978 года являлся сотрудником Дрезденского окружного кабинета по культурной работе и с 1977 года работал шеф-редактором Kultur-Report в Дрездене. Получил заочное высшее образование в области журналистики в Лейпцигском университете и до 1986 года руководил отделом в издательстве Verlag der Kunst.
В 1985 году Ширмер вступил в ХДС ГДР. Осенью 1989 года стал соучредителем и пресс-секретарём Нового форума в Бескове, с ноября 1989 года по март 1990 года являлся председателем окружного отделения ХДС во Франкфурте-на-Одере. С марта по октябрь 1990 года Ширмер являлся депутатом Народной палаты, с апреля по октябрь являлся министром культуры ГДР, сменив на этом посту Дитмара Келлера.
В феврале 1991 года Ширмер вышел из состава ХДС и в 1992—1998 годах состоял в СДПГ. В 1991—1998 годах являлся директором музея Бесковской крепости, инициировав создание Центра документации по искусству в ГДР, позднее работал в компании Inpetho Medienproduktion GmbH в Котбусе. Проживает в Либерозе, работает журналистом и является членом совета фонда «Новая культура».

## Сочинения
- Kunstsammlung Eisenhüttenstadt. be.bra-Verlag, Berlin 2000, ISBN 3-930863-83-9
- Annelie Grund. Objekt, Grafik, Malerei, in: 38 Künstler in Barnim, Hrsg: Sabine Voerster. Infopunkt Kunst. Netzwerk für Bildende Kunst und Kunsthandwerk in Barnim, Wandlitz-Prenden 2015 o.S.